# Thunderbolt (Geórgia)
Thunderbolt é uma cidade  localizada no estado americano de Geórgia, no Condado de Chatham.

## Demografia
Segundo o censo americano de 2000, a sua população era de 2340 habitantes.
Em 2006, foi estimada uma população de 2547, um aumento de 207 (8.8%).

## Geografia
De acordo com o United States Census Bureau tem uma área de
3,8 km², dos quais 3,3 km² cobertos por terra e 0,5 km² cobertos por água.

## Localidades na vizinhança
O diagrama seguinte representa as localidades num raio de 12 km ao redor de Thunderbolt.